# فيليبي أوليفيرا
فيليبي أوليفيرا (21 أبريل 1994 بليريا في البرتغال - ) هو لاعب كرة قدم برتغالي في مركز الوسط. شارك مع منتخب البرتغال تحت 18 سنة لكرة القدم. أما مع النوادي، فقد لعب مع يو دي ليريا وC.S. Marítimo B ‏.

## روابط خارجية
- فيليبي أوليفيرا على موقع قاعدة بيانات كرة القدم.إي يو (الإنجليزية)
- فيليبي أوليفيرا على موقع Soccerway.com (الإنجليزية)